# F.L. Torp
Franz Louis Torp (20. december 1818 i Jørgensby ved Flensborg – 20. juni 1894 i Reinbek ved Hamborg) var en dansk officer og hippolog, far til Carl Torp.

## Officerskarriere
Han var søn af sekondløjtnant, senere generalmajor Carl Torp og Anna Caroline Emilie von Bülow. Han blev landkadet i 1833 og ansattes 1838 som sekondløjtnant ved Livregiment Dragoner (senere 2. Dragonregiment) med garnison i Itzehoe. I 1846 afgik han til København for at læse til dyrlægeeksamen og gennemgå Manegen. I Treårskrigen deltog han dels ved 3. Dragonregiment, dels som adjudant ved 2. Kavaleribrigade, endelig som ordonnansofficer ved 6. Infanteribrigade. Han var med i kampene ved Bov, Kolding, Vejle mm. og i slaget ved Isted. Imellem felttogene studerede Torp, som 1848 var blevet premierløjtnant, ved Veterinærskolen og tog dyrlægeeksamen 1851. Med understøttelse af Krigs- og Indenrigsministeriet foretog han i 1852 en otte måneders rejse i England, Frankrig, Tyskland og Østrig for at studere hesteavl, militære rideskoler og veterinærskoler. Sin interesse for hesteavlen og sine gode kundskaber på dens område lagde han for dagen ved det af Landhusholdningsselskabet prisbelønnede skrift Landhesteavlen i Danmark (1854). I disse år lå han i garnison i Holsten og Slesvig og udnævntes 1856 til ritmester. Samme år blev han medlem af Remontekommissionen. 1860 blev han Ridder af Dannebrog.

## Stutmester og sporvejsdirektør
I 1862 blev han sat à la suite for efter opfordring at overtage ledelsen af stutteriet i Frederiksborg, og i 1862 og 1863 foretog han hippologiske rejser til Frankrig, Spanien og Algier. 1864 ansattes han som stutmester og fungerede som sådan, til stutteriet i 1871 blev ophævet som statsinstitution. Samme år blev han Dannebrogsmand. Da C.F. Tietgen overtog stutteriet, vedblev Torp imidlertid at bestyre det. 1873 købte han i Rusland nogle orientalske hingste og hopper til stutteriet. Da dette endelig ophævedes i 1876, overtog Torp, som i 1872 var udnævnt til generalkrigskommissær, posten som administrerende direktør for et andet Tiegen-foretagende, Kjøbenhavns Sporvei-Selskab, hvilken stilling han beklædte til begyndelsen af 1894. I 1878-87 var Torp medlem af Stutterikommissionen og udgav dens årsberetninger.
Torp døde 20. juni 1894 af et hjerteslag i Reinbek ved Hamborg. Han havde 25. maj 1854 i Hohenwedstedt ægtet Catharina Maria Volckers (31. august 1831 på Lehmkuhlen - 28. august 1887 på Frederiksberg), datter af godsejer, jægermester Caspar Volckers (1804-1858) og Andree Marie Christiansen (1806-1834).
Han er begravet på Frederiksberg Ældre Kirkegård.
Torp er malet af en ubekendt maler og af Harald Moltke 1892. Et fotografi findes i Det Kongelige Bibliotek.